# Aristolochia bambusifolia
Aristolochia bambusifolia är en piprankeväxtart som beskrevs av Chou Fen g Liang. Aristolochia bambusifolia ingår i släktet piprankor, och familjen piprankeväxter. Inga underarter finns listade i Catalogue of Life.